# Con đường xưa em đi
"Con đường xưa em đi" là một ca khúc trữ tình do hai nhạc sĩ Châu Kỳ và Hồ Đình Phương sáng tác.

## Bối cảnh sáng tác
"Con đường xưa em đi" được sáng tác vào khoảng năm 1967 đến 1968, do Hồ Đình Phương sáng tác thơ, Châu Kỳ phổ nhạc. Theo lời kể của Kha Thị Đàng, vợ Châu Kỳ thì bài hát được chồng bà và người bạn thân Hồ Đình Phương lấy cảm hứng từ con đường đất nằm sau nhà máy giấy nơi bà làm việc. Đàng kể rằng "Phía sau nhà máy có dãy nhà tập thể cho công nhân nghỉ ngơi và nối tới nhà máy là con đường mòn xuyên qua một cánh đồng lúa. Chúng tôi thường qua lại trên con đường đó. Cứ mỗi lần thấy tôi đi qua anh Hồ Đình Phương lại nói vui với tôi câu 'Con đường xưa em đi'. Một thời gian sau thì bài hát 'Con đường xưa em đi' ra đời". Bên cạnh đó, mặc dù không đi lính ngày nào nhưng trong lời bài hát vẫn có những ca từ và những hình ảnh mang sắc thái chiến tranh vì cũng theo Đàng, bối cảnh thời đại bấy giờ thị hiếu khán giả ưa chuộng những ca từ như vậy. Bài hát được Trung tâm Bảo vệ quyền tác giả âm nhạc Việt Nam cấp phép ngày 1 tháng 9 năm 1969.

## Bị tạm dừng lưu hành
Năm 2007, khi Châu Kỳ bệnh nặng, hai vợ chồng ông quyết định sửa lại vài ca từ trong bài hát để "phù hợp với bối cảnh cuộc sống hòa bình". Việc sửa lời chỉ được thực hiện bằng miệng, không lưu thành văn bản. Tháng 3 năm 2017, Cục Nghệ thuật Biểu diễn ra tuyên bố tạm dừng lưu hành ca khúc "Con đường xưa em đi cùng 4 ca khúc nhạc vàng khác để xác minh ca từ và tên tác giả. Lý giải về lý do tạm dừng lưu hành, ông Nguyễn Đăng Chương, Cục trưởng Cục Nghệ thuật Biểu diễn cho biết, 5 ca khúc bị tạm dừng lưu hành đều bị sai lời so với bản gốc. Cũng theo ông này, những ca khúc, dị bản sai lời so với bản gốc sẽ bị cấm lưu hành vĩnh viễn. Trước thông tin trên, nhiều người cho rằng lý do "cấm vì dị bản" là chưa thỏa mãn đồng thời yêu cầu công bố bản gốc ca khúc. Hội Nhạc sĩ Việt Nam cũng gửi công văn lên Hội đồng Lý luận phê bình Văn học Nghệ thuật Trung ương yêu cầu xem xét quyết định trên. Hội này cho rằng việc Cục Nghệ thuật Biểu diễn xác định lời bài hát gốc của các tác giả trước năm 1975 "là việc làm cần thiết" nhưng cần tham khảo ý kiến của nhiều phía, "cân nhắc cẩn trọng, kỹ lưỡng" trong thẩm định nhằm tránh "hiểu lầm, suy diễn không có lợi". Ngày 14 tháng 4 năm 2017, Bộ Văn hóa, Thể thao và Du lịch gửi công văn yêu cầu Cục Nghệ thuật Biểu diễn thu hồi quyết định tạm dừng lưu hành 5 ca khúc trước đó, đồng thời yêu cầu cục này "tổ chức kiểm điểm sâu sắc" những cá nhân, tập thể có liên quan. Sau chỉ đạo trên, Cục Nghệ thuật Biểu diễn đã rút lại quyết định cấm lưu hành các ca khúc nhạc vàng này.